# Dingosa
Dingosa Roewer, 1955 è un genere di ragni appartenente alla famiglia Lycosidae.

## Distribuzione
Le 6 specie note di questo genere sono state reperite in Australia meridionale (4 specie) e in America meridionale (2 specie): la specie dall'areale più vasto sembra essere la D. simsoni rinvenuta in Australia meridionale e in Tasmania..

## Tassonomia
Le caratteristiche di questo genere sono state descritte dall'analisi degli esemplari tipo Lycosa simsoni Simon, 1898, effettuata dall'aracnologo Roewer in un suo lavoro (1955a).
Considerato un sinonimo posteriore di Allocosa Banks, 1900, a seguito di uno studio dell'aracnologo Guy del 1966.
Non sono stati esaminati esemplari di questo genere dal 2007.
Attualmente, a gennaio 2017, si compone di 6 specie:
1. Dingosa humphreysi (McKay, 1985) — Australia meridionale
2. Dingosa liopus (Chamberlin, 1916) — Perù
3. Dingosa murata Framenau & Baehr, 2007 — Australia meridionale
4. Dingosa serrata (L. Koch, 1877) — Australia meridionale
5. Dingosa simsoni (Simon, 1898)[2] — Australia meridionale, Tasmania
6. Dingosa venefica (Keyserling, 1891) — Brasile

### Specie trasferite
1. Dingosa angolensis Roewer, 1959; trasferita al genere Pardosa C.L. Koch, 1847[1].
2. Dingosa completa Roewer, 1959; trasferita al genere Pardosa C.L. Koch, 1847
3. Dingosa grahami (Fox, 1935); trasferita al genere Lycosa Latreille, 1804
4. Dingosa hamigerens Roewer, 1959; trasferita al genere Pardosa C.L. Koch, 1847
5. Dingosa hartmanni Roewer, 1959; trasferita al genere Pardosa C.L. Koch, 1847
6. Dingosa lusingensis Roewer, 1959; trasferita al genere Pardosa C.L. Koch, 1847
7. Dingosa persica Roewer, 1955; trasferita al genere Trochosa C.L. Koch, 1847
8. Dingosa porteri (Simon, 1904); trasferita al genere Lycosa Latreille, 1804
9. Dingosa pruinosa (L. Koch, 1877); trasferita al genere Artoria Thorell, 1877
10. Dingosa tasmanica (Hogg, 1905); trasferita al genere Tasmanicosa Roewer, 1959
11. Dingosa thieli (Dahl, 1908); trasferita al genere Allocosa Banks, 1900
12. Dingosa turbida (Simon, 1905); trasferita al genere Anoteropsis L. Koch, 1878
13. Dingosa ursina (Schenkel, 1936); trasferita al genere Trochosa C.L. Koch, 1847
14. Dingosa wulsini (Fox, 1935); trasferita al genere Lycosa Latreille, 1804

### Sinonimi
- Dingosa praevelox (Simon, 1909); posta in sinonimia con D. serrata (L. Koch, 1877) a seguito di un lavoro di McKay (1979a), quando gli esemplari erano nel genere Pardosa[1].

### Nomina dubia
- Dingosa topaziopsis (Hogg, 1896); esemplare femminile, reperito nel Territorio del Nord, originariamente ascritto al genere Lycosa, trasferito qui sulla base di considerazioni di Roewer (1955c); a seguito di un lavoro degli aracnologi Framenau & Baehr, 2007, è da ritenersi nomen dubium[1].
- Dingosa tragardhi (Lawrence, 1947); esemplare juvenile, rinvenuto in Sudafrica, originariamente ascritto al genere Lycosa, trasferito al genere Hogna sulla base di un lavoro di Roewer (1955c); e qui su considerazioni posteriori dello stesso Roewer (1959b); a seguito di un lavoro degli aracnologi Framenau & Baehr, 2007, è da ritenersi nomen dubium